# Peter Keller
Peter Keller var en tysk glasmästare verksam i Sverige i slutet av 1500-talet. Han var bland annat glasmästare vid Sveriges första glasbruk på Älgön i Mälaren och i Stora Glashyttans glasbruk utanför Nyköping under åren 1581–93.